# Bouafles
Bouafles – miejscowość i gmina we Francji, w regionie Normandia, w departamencie Eure. Przez miejscowość przepływa Sekwana. 
Według danych na rok 1990 gminę zamieszkiwały 682 osoby, a gęstość zaludnienia wynosiła 54 osoby/km² (wśród 1421 gmin Górnej Normandii Bouafles plasuje się na 350. miejscu pod względem liczby ludności, natomiast pod względem powierzchni na miejscu 222.).